# Palacio de los Reyes de Mallorca
El palacio de los Reyes de Mallorca es un palacio-fortaleza de origen medieval ubicado en Perpiñán, Francia. Se trata de uno de los monumentos más importantes de la ciudad y del Rosellón, en el departamento de Pirineos Orientales.

## Historia
Este edificio marca la época dorada del Rosellón y sobre todo, de Perpiñán, cuando esta ciudad fue capital del Reino de Mallorca. Fue a partir del 21 de agosto de 1262 cuando Jaime I el Conquistador legó a su segundo hijo, Jaime II de Mallorca, todo el Reino, que comprendía los condados de Rosellón y de Cerdaña y la señoría de Montpellier. Jaime II mandó edificar su palacio en 1276, consolidando así la posición de Perpiñán como capital de su reino, sobre un cerro del sur de la villa. Alrededor del palacio se construyeron jardines y unas capillas, construcción definitiva de la cual se acabó en 1309, con su consagración. Se sitúa en el corazón de la ciudadela de Perpiñán y depende actualmente del Consejo departamental de los Pirineos Orientales.
A raíz de la muerte de Jaime III, el 25 de octubre de 1349, sus posesiones mallorquinas fueron anexionadas a la Corona de Aragón y esto significó el final del Reino de Mallorca; a la vez que Francia adquiría la señoría de Montpellier. En consecuencia, el palacio de los Reyes de Mallorca perdió su preponderancia y se convirtió en una residencia secundaria que solo albergaba a los soberanos aragoneses cuando venían a Perpiñán.
Tras algunos periodos de ocupación francesa repetida en el siglo XV, las guerras francoespañolas hicieron del palacio el centro del dispositivo defensivo de Perpiñán, convirtiéndose así en una ciudadela. Entre 1538 y 1587, los soberanos españoles Carlos I y Felipe II hicieron construir un recinto impresionante amurallado con ladrillos.
Tras el Tratado de los Pirineos y su consecuente anexión francesa en 1659, el constructor francés Vauban reforzó el sistema defensivo añadiendo fortificaciones en el exterior e interior del recinto de Felipe II. Tras un periodo de uso militar a lo largo de cinco siglos, el palacio se abrió a los visitantes tras la Segunda Guerra Mundial.

## Arquitectura
El Palacio es un palacio-fortaleza de estilo gótico. Su planta se organiza en torno a tres patios de casi 60 metros de lado. Los primeros maestros de obra son Ramon Pau y, sobre todo, Pons Descoll, quien fue muy activo en los territorios del Reino de Mallorca.
La sala grande, sede del poder político, la capilla y la residencia real están reunidas. El plano del palacio se inspira en gran parte de los modelos mallorquines, el de la capilla se asemeja bastante al de la Sainte-Chapelle de París.
Las paredes, construidas con guijarros y ladrillos ligados con mortero, eran enlucidas de cal y pintadas. Las puertas, las ventanas, las galerías, las escaleras, las cadenas de ángulo de las paredes y torres principales son de sillares (piedra ocre de Les Fonts, azul de Baixas, gres, mármol rojo de Villafranca de Conflent, blanco y azul de Céret).